# 毛泽东主义红卫兵湘江风雷挺进纵队
毛泽东主义红卫兵湘江风雷挺进纵队，简称湘江风雷，是文化大革命时期湖南省最大的群众组织之一。负责人叶卫东、张家政、李铁凡等。

## 历史
1966年10月14日在首都三司人员的帮助下于北京成立。建制为四级：总司令部（总部）——战团——支队——队。此后发展迅速，号称成员百万。改称“湘江风雷挺进纵队”。
1967年2月4日，中央文革小组批示湖南省军区对湘江风雷、红旗军的反动头目立即采取专政措施。三日内，湖南省捕押湘江风雷骨干约万人。
4月工联成立后，许多湘江风雷下属组织成建制加入工联。
6月4日，在劳动广场举行重新树旗大会，宣布恢复公开活动。7月27日，中共中央明确表态支持“工联”、“湘江风雷”，撤销“二·四”批示。8月10日，中共中央发出《中共中央关于湖南问题的若干决定》。此后长沙高司倒台，工、湘二派陷入武斗。11月，湘江风雷在“省无联”成立公告上署名。11月24日，“湘江风雷”总部发表《郑重声明》，不承认“省无联”。但以张家政为首的“湘江风雷接管委员会”继续参加省无联活动。
1968年2月21日，长沙市工代会成立。湘江风雷、工联等十二个组织宣布撤销总部。4月8日，湖南省革命委员会正式成立，叶卫东任副主任。

## 其他
邓晓芒曾加入“湘江风雷”下属的山鹰派。此报道所谓山鹰派，应即下乡知青为主体的“山鹰战团”。